# 이문류
이문군(이문류二門類, Ditrysia)은 나비목에 속하는 곤충의 자연분류군 또는 계통군의 일반적 총칭의 하나이다. 나비와 나방 모두를 포함하고 있다. 이 분류군의 명칭은 암컷이 지닌, 교미를 하는 교미구(交尾口)와 알을 낳는 산란구(産卵口)가 2개의 문(門)으로 각각 다르기 때문에 붙여진 이름이며, 반면에 단문류(單門類, Monotrysia)는 교미구와 산란구가 하나의 문으로 같다. 계통분류학적으로 이문류는 단문류와 달리 단계통군으로 확인되어 이문군(Clade Ditrysia)로 표현된다.
나비목에 속하는 종의 약 99%는 좀 더 진화된 단계통군인 이문군에 속한다. 이문군은 기저 분류군 또는 분류가 불확실한(incertae sedis) "소형나방류"와 함께, 주로 좀더 큰 대형나방류와 나비를 포함하고 있는 파생이문군 (Clade Apoditrysia, 난이문류難二門類)로 나눈다. 파생이문군(Apoditrysia)이란 배 둘째 마디 하판(sternum II)에서 볼 수 있는 내돌기의 파생형질을 근거로 구성된 계통군이다. 26개 상과를 포함하는 파생이문군에는 12개 상과를 포함하는 피용군(Clade Obtectomera)가 포함된다. 피용군(Obtectomera)이란 번데기의 배마디 I-IV가 고정형인 것을 근거로 구성된 계통군이다. 피용군에는 다시 5개 상과를 포함하는 대형나방군(Clade Macroheterocera)가 포함된다. 대형나방군(Macroheterocera)이란 앞날개 기부에 있는 제1보조경편(1st axillary sclerite)이 특별히 길게 형성된 점을 근거로 구성된 계통군이다. 아래의 분류체계에서는 계통군 체계만을 반영하였고, 상과의 배치는 아직 업데이트 이전의 배치를 유지하고 있다.

## 분류
- 이문군 (Ditrysia)
  - 시마이티스티스상과 (Simaethistoidea)
  - 곡식좀나방상과 (Tineoidea)
  - 가는나방상과 (Gracillarioidea)
  - 집나방상과 (Yponomeutoidea)
  - 뿔나방상과 (Gelechioidea)
  - 파생이문군 (Apoditrysia)
    - 갈락티카상과 (Galacticoidea)
    - 알락나방상과 (Zygaenoidea)
    - 굴벌레나방상과 (Cossoidea)
    - 유리나방상과 (Sesioidea)
    - 뭉뚝날개나방상과 (Choreutoida)
    - 잎말이나방상과 (Tortricoidea)
    - 우로두스상과 (Urodoidea)
    - 스크렉켄스테이니아상과 (Schreckensteinioidea)
    - 미나리좀나방상과 (Epermenioidea)
    - 깃털나방상과 (Alucitoidea)
    - 털날개나방상과 (Pterophoroidea)
    - 피용군 (Obtectomera)
      - 왈레이아나상과 (Whalleyanoidea)
      - 임마상과 (Immoidea)
      - 코프로모르파상과 (Copromorphoidea)
      - 팔랑나비붙이상과 (Hyblaeoidea)
      - 명나방상과 (Pyraloidea)
      - 창나방상과 (Thyridoidea)
      - 대형나방군 (대시류) (Macrolepidoptera)
        - 미말로상과 (Mimallonoidea)
        - 솔나방상과 (Lasiocampoidea)
        - 누에나방상과 (Bombycoidea)
        - 밤나방상과 (Noctuoidea)
        - 갈고리나방상과 (Drepanoidea)
        - 자나방상과 (Geometroidea)
        - 황금나방상과 (Cimelioidea) - 이전의 Axioidea
        - 뿔나비나방상과 (Calliduloidea)
        - 나비 (Rhopalocera)
          - 미국나방나비상과 (Hedyloidea)
          - 팔랑나비상과 (Hesperioidea)
          - 호랑나비상과 (Papilionoidea)

## 같이 보기
- 나비목

## 참고 문헌
- Kristensen, N. P. and Skalski, A.W. (1999). Phylogeny and paleontology. Pages 7–25 in: Lepidoptera: Moths and Butterflies. 1. Evolution, Systematics, and Biogeography. Handbook of Zoology Vol. IV, Part 35. N. P. Kristensen, ed. De Gruyter, Berlin and New York.
- Capinera, John, editor (2008), Encyclopedia of Entomology, 2nd ed., Springer Verlag, New York.